# Schnalle (Mykologie)

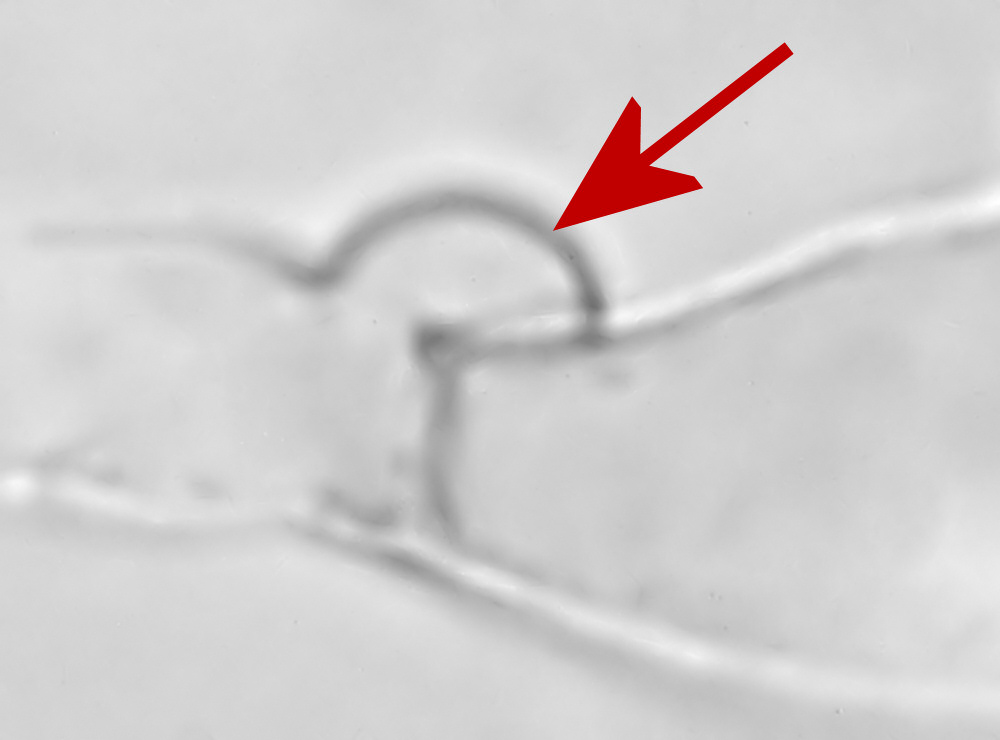
Hyphe mit Schnalle (Pfeil) im Lichtmikroskop

Abbildung 2: Ausbildung einer Schnalle

Schnallen sind buckelförmige Auswüchse über den Septen (Querwände) der Hyphen der meisten Ständerpilze. Hyphen mit Schnallen werden auch als knotig septiert bezeichnet. Schnallen sind auch an den askogenen Hyphen im Fruchtkörper weniger Schlauchpilze vorhanden, werden dort aber meist als Haken bezeichnet. Als Ausbildungen des dikaryotischen Myzels tragen Schnallen dazu bei, die Zweikernigkeit aufrechtzuerhalten und stellen sicher, dass bei der Mitose einer Zelle mit Zellkern A und B auch beide verdoppelten Zellkerne A' und B' in der neuen Zelle zu finden sind. 
Nur die endständigen Zellen einer Hyphe verdoppeln sich. Dabei verlängert sich zuerst die Zelle, bis sich die Zellkerne verdoppelt haben (A' und B' als neu entstandene Kerne) und die Zelle eine Ausstülpung, die spätere Schnalle, gebildet hat. A' und B' wandern ans Ende der Zelle, während B in die Schnalle und A an das andere Ende der Zelle, nahe den anderen Hyphenzellen, mit Hilfe des Cytoskeletts transportiert werden. Die Schnalle bildet eine Zellwand aus, die B von der Zelle abgrenzt und kurz darauf eine Verbindung mit der gleichen Zelle eingeht, jedoch näher bei Zellkern A. B kann nun nah an Zellkern A wandern und ein Septum bildet sich zwischen den beiden neu entstandenen Hyphenzellen aus, die nun beide wieder dikaryontisch sind mit einem kompatiblen Paar an Zellkernen. 
Normalerweise wird pro Septum nur eine Schnalle ausgebildet. Es gibt aber auch Arten, bei denen man zwei oder mehr Schnallen an den Septen findet. Solche Schnallen werden als gegenständige oder quirlständige (verticillate) Schnallen bezeichnet.